# دوسولو
دوسولو (كسالسكو-فيادنيس: دوزول) هي (بلدية) في مقاطعة مانتوفا في منطقة لومبادري الإيطالية، تقع على بعد حوالي 130 كيلومتراً (81 ميلاً) جنوب شرق ميلانو وحوالي 130 كيلومترًا (81 ميلاً) جنوب شرق ميلانو وحوالي 25 كيلومترًا (16 ميلاً) جنوب غرب مانتوا، اعتبارًا من في 31 ديسمبر 2004م، كان عدد سكانها 3265 نسمة ومساحتها 26.0 كيلومتر مربع (10.0مربع).
بلدية دوسولو تحتوي على فرازيوني (التقسميات الفرعية, القرى والنجوع بشكل رئيسي). كوريجوفيردي وفيلاسترادا. تقع دوسولو على حدود البلديات التالية : جوالتييري، جواستالا ، لوزارا، بومبونيسكو، سوزارا، فيادانا.